# Kabinett Adelung
Das Kabinett Adelung bildete die Landesregierung des Volksstaates Hessen vom 14. Februar 1928 bis zum 13. März 1933 (ab 8. Dezember 1931 geschäftsführend) unter Staatspräsident Bernhard Adelung.

## Mitglieder
| Amt                   | Name                 | Bild | Partei | Partei                 |
| --------------------- | -------------------- | ---- | ------ | ---------------------- |
| Staatspräsident       | Bernhard Adelung     |      |        | SPD                    |
| Bildungswesen         | Bernhard Adelung     |      |        | SPD                    |
| Finanzen              | Ferdinand Kirnberger |      |        | Zentrum                |
| Justiz                | Ferdinand Kirnberger |      |        | Zentrum                |
| Inneres               | Wilhelm Leuschner    |      |        | SPD                    |
| Arbeit und Wirtschaft | Adolf Korell         |      |        | DDP, ab 1930 parteilos |